# Frédéric-Guillaume de Nassau-Weilbourg
Frédéric Guillaume de Nassau-Weilbourg, en (allemand Friedrich Wilhelm von Nassau-Weilburg), né le 25 octobre 1768 à La Haye et mort le 9 janvier 1816 à Weilbourg.
Il est prince de Nassau-Weilbourg de 1788 à 1816.

## Maison de Nassau-Weilbourg
Le duché de Nassau-Weilbourg survit aux vingt-trois années de guerres que la France déclenche en 1792 sur le territoire germanique. Le duché de Nassau-Weilbourg intègre la confédération du Rhin puis la Confédération germanique.
En raison de l'extinction de la plupart des lignées de la maison de Nassau, Frédéric Guillaume de Nassau-Weilbourg hérite de la presque totalité des possessions de la famille de Nassau, il devient en 1806 duc souverain de Nassau.
Frédéric Guillaume de Nassau-Weilbourg appartient à la huitième branche (branche cadette de Nassau-Weilbourg), elle-même issue de la septième branche (branche aînée de Nassau-Weilbourg) de la maison de Nassau. Cette branche cadette de Nassau-Weilbourg appartient à la tige valmérienne dont sont issus les grands-ducs de Luxembourg. Frédéric Guillaume de Nassau-Weilbourg est, par la grande-duchesse Charlotte, l'ascendant de l'actuel grand-duc Henri.

## Famille
Fils de Charles-Christian de Nassau-Weilbourg et de Caroline d'Orange-Nassau.
Le 31 juillet 1788, Frédéric Guillaume de Nassau-Weilbourg épouse Louise-Isabelle de Kirchberg (1772-1827).
Quatre enfants sont nés de cette union :
- Guillaume de Nassau (1792-1839), duc de Nassau, épouse en premières noces en 1813 Louise de Saxe-Hildburghausen (1794-1825)
- Augusta Louise de Nassau (1794-1839)
- Henriette de Nassau-Weilbourg (1797-1847), en 1815 elle épouse l'archiduc Charles-Louis d'Autriche (1771-1847)
- Frédéric Guillaume de Nassau (1799-1845), il épouse en 1840 Anne Edle von Vallyemare (veuve de Johann Baptist Brunold)[1], titrée comtesse de Tiefenbach en 1840, dont est issue Wilhelmina Brunold (1834-1891, titrée comtesse de Tiefenbach en 1844), qui épouse en 1856 le patron de presse français Émile de Girardin[1] et divorce en 1872.